# Hell Town
Hell Town é o nome dado a uma antiga aldeia dos Lenape (ou Delaware), um povo nativo estadunidense, que ficava no Clear Creek, perto da cidade abandonada de Newville [en], no estado de Ohio, nos Estados Unidos. A aldeia se localizava em uma colina alta ao norte do encontro do Clear Creek com o Black Fork [en], um afluente do rio Mohican [en].
Os Lenape se mudaram para a aldeia na década de 1770, depois de serem expulsos de suas terras originais (em Delaware, Nova Jérsia, Nova Iorque e Pensilvânia) por causa do Tratado de Easton [en] de 1758. Eles chamavam a aldeia de Clear Town, por causa do riacho cristalino que corria perto dali. No entanto, eles mudaram o nome para Hell Town quando descobriram que "hell" era a palavra alemã para "claro".
A aldeia foi desocupada em 1782 por causa dos constantes conflitos com as tropas e os colonos estadunidenses, que estavam indignados com os Lenape porque alguns deles haviam se juntado aos britânicos durante a Revolução Americana. A violência atingiu o ápice no massacre de Gnadenhutten [en] de 1782, no qual a milícia americana matou 96 Lenape.